# Persoană fizică
O persoană fizică este un individ considerat ca subiect cu drepturi și cu obligații și care participă în această calitate la diverse raporturi juridice civile.